# Burlington (Carolina do Norte)
Burlington é uma cidade localizada no estado norte-americano de Carolina do Norte, no Condado de Alamance.

## Demografia
Segundo o censo norte-americano de 2000, a sua população era de 44.917 habitantes.
Em 2006, foi estimada uma população de 48.399, um aumento de 3482 (7.8%).

## Geografia
De acordo com o United States Census Bureau, a localidade tem uma área de 55,3 km², dos quais 55,1 km² cobertos por terra e 0,2 km² cobertos por água. Burlington localiza-se a aproximadamente 182 m acima do nível do mar.

## Localidades na vizinhança
O diagrama seguinte representa as localidades num raio de 8 km ao redor de Burlington.